# Danilo Barbosa da Silva
Danilo Barbosa da Silva (Simões Filho, 28 de febrero de 1996) es un futbolista brasileño que juega como centrocampista en el Al-Ula F. C. de la Liga de Yello.

## Carrera

### Vasco da Gama
Entró en las categorías inferiores de Vasco da Gama en 2011. El 26 de septiembre de 2013, sin haber debutado con el primer equipo, fue comprado por 4,5 millones de euros por un grupo inversor.
Debutó con el primer equipo como sustituto de Edmílson en la victoria 1-0 contra Botafogo, el 2 de febrero de 2014. Jugó un total de 9 partidos en Brasil, en los cuales 7 fue titular, hasta que emigró a su nuevo destino.

### S. C. Braga
El 3 de julio de 2014 se hizo definitivo el traspaso de Danilo a Europa, el Sporting Braga fue su destino.
Debutó el 20 de septiembre contra el C. D. Nacional, jugó los 90 minutos y empataron 1-1.
Marcó su primer gol como profesional el 3 de enero de 2015, pero perdieron 2-1 contra C. S. Marítimo.

#### Valencia C. F.
Se hizo oficial la cesión de Danilo al Valencia Club de Fútbol el 15 de julio de 2015, con una opción de compra. Jugó su primer partido en un amistoso contra el PSV Eindhoven que acabó con victoria 1-0 para los Ché.
Debutó en partido oficial en la 1.ª jornada de Liga contra el Rayo Vallecano, siendo titular y terminando el partido con un empate 0-0.
El 6 de noviembre fue nominado al Premio Golden Boy, como uno de los 40 mejores jugadores sub-21 del mundo que juegan en Europa. El premio finalmente lo ganó Anthony Martial.
En la primera vuelta del campeonato participó en 12 de las 19 primeras jornadas, pero posteriormente bajaron sus oportunidades y fue suplente en la mayoría de partidos sin disfrutar de minutos. Participó en solo 7 jornadas durante la segunda vuelta del campeonato. Culminó la temporada con un total de 34 participaciones en encuentros oficiales. El club decidió no hacer efectiva la opción de compra al considerarla demasiado elevada y regresa al SC Braga.

#### S. L. Benfica
El S. C. Braga lo cedió nuevamente en verano de 2016, esta vez al S. L. Benfica portugués para la temporada 2016/17, pero una inoportuna lesión le impidió empezar la temporada y no pudo debutar hasta el 14 de octubre en la tercera ronda de la Copa de Portugal frente al 1º de Dezembro, anotando uno de los dos goles de la victoria 1-2.
Jugó otros dos partidos en la Copa pero en Liga solo tuvo minutos en dos jornadas. Al no contar para el entrenador Rui Vitória se decidió poner fin a su cesión en el mercado de invierno de enero.

#### Standard de Lieja
En enero de 2017 fue cedido hasta final de temporada al Standard de Lieja de Bélgica, debutando el 26 de enero frente al K.A.S. Eupen entrando en el minuto 66 sustituyendo a Ibrahima Cissé. Participó en todos los encuentros del equipo durante el mes de febrero, pero en marzo pasó a la suplencia.

### S. C. Braga
La temporada 2017-18 volvió a participar con el S. C. Braga, club propietario de sus derechos, siendo por fin un jugador importante en el esquema del técnico Abel Ferreira, participando en casi todos los partidos tanto de Liga (marcando incluso tres goles) como de la Liga Europa.

### O. G. C. Niza
El 10 de junio de 2018, con 22 años, se hizo oficial su traspaso al O. G. C. Niza, octavo clasificado de la Ligue 1 francesa, por una cifra entre los 7 y 8 millones de euros. En marzo de 2021 se marchó cedido a la S. E. Palmeiras hasta final de año.

### Botafogo
En agosto de 2022, Botafogo anunció su fichaje con contrato hasta 2025.
En marzo de 2024, Corinthians expresó su deseo de ficharlo y ofreció a cambio al delantero Gustavo Mosquito, pero las negociaciones no avanzaron.

## Selección nacional
Danilo ha sido parte de la selección de Brasil en las categorías sub-15, sub-17, sub-20, sub-21. Además tuvo participación en la preselcción olímpica.
Fue convocado a la selección de Brasil desde la sub-15. Jugó el Campeonato Sudamericano Sub-15 de 2011, en Uruguay, anotó un gol y salieron campeones.
Estuvo en el plantel que disputó la Copa Mundial Sub-17 de 2013 en Emiratos Árabes, jugó cinco partidos pero perdieron contra México en cuartos de final, por penales.
En 2015 no fue convocado para el Campeonato Sudamericano Sub-20 de Uruguay. Pero le dieron una nueva oportunidad para defender la selección en la Copa Mundial de Nueva Zelanda, como capitán. Llegaron a la final, contra Serbia pero perdieron 2 a 1. Danilo fue premiado con el balón de plata, como el segundo mejor jugador del torneo.

### Participaciones en categorías inferiores
| Competición                            | Sede          | Resultado        | Partidos | Goles |
| -------------------------------------- | ------------- | ---------------- | -------- | ----- |
| Campeonato Sudamericano Sub-15 de 2011 | Uruguay       | Campeón          | ?        | 1     |
| Copa Mundial Sub-17 de 2013            | EAU           | Cuartos de final | 5        | 0     |
| Copa Mundial Sub-20 de 2015            | Nueva Zelanda | Subcampeón       | 6        | 1     |

## Estadísticas
Actualizado al 28 de junio de 2025.
| Club                         | Div.          | Temporada     | Liga  | Liga  | Estatal | Estatal | Copas nacionales | Copas nacionales | Torneos internacionales | Torneos internacionales | Total | Total |
| Club                         | Div.          | Temporada     | Part. | Goles | Part.   | Goles   | Part.            | Goles            | Part.                   | Goles                   | Part. | Goles |
| ---------------------------- | ------------- | ------------- | ----- | ----- | ------- | ------- | ---------------- | ---------------- | ----------------------- | ----------------------- | ----- | ----- |
| C. R. Vasco da Gama · Brasil | 2.ª           | 2014          | 3     | 0     | 3       | 0       | 3                | 0                | —                       | —                       | 9     | 0     |
| C. R. Vasco da Gama · Brasil | Total club    | Total club    | 3     | 0     | 3       | 0       | 3                | 0                | 0                       | 0                       | 9     | 0     |
| Sporting Braga Portugal      | 1.ª           | 2014-15       | 23    | 2     | —       | —       | 5                | 0                | —                       | —                       | 28    | 2     |
| Valencia C. F. · España      | 1.ª           | 2015-16       | 19    | 0     | —       | —       | 6                | 0                | 9                       | 0                       | 34    | 0     |
| Valencia C. F. · España      | Total club    | Total club    | 19    | 0     | 0       | 0       | 6                | 0                | 9                       | 0                       | 34    | 0     |
| S. L. Benfica Portugal       | 1.ª           | 2016-17       | 2     | 0     | —       | —       | 3                | 1                | 0                       | 0                       | 5     | 1     |
| S. L. Benfica Portugal       | Total club    | Total club    | 2     | 0     | 0       | 0       | 3                | 1                | 0                       | 0                       | 5     | 1     |
| Standard de Lieja · Bélgica  | 1.ª           | 2016-17       | 6     | 0     | —       | —       | —                | —                | —                       | —                       | 6     | 0     |
| Standard de Lieja · Bélgica  | Total club    | Total club    | 6     | 0     | 0       | 0       | 0                | 0                | 0                       | 0                       | 6     | 0     |
| Sporting Braga Portugal      | 1.ª           | 2017-18       | 31    | 4     | —       | —       | 5                | 0                | 10                      | 0                       | 46    | 4     |
| Sporting Braga Portugal      | Total club    | Total club    | 54    | 6     | 0       | 0       | 10               | 0                | 10                      | 0                       | 74    | 6     |
| O. G. C. Niza Francia        | 1.ª           | 2018-19       | 22    | 0     | —       | —       | 2                | 0                | —                       | —                       | 24    | 0     |
| O. G. C. Niza Francia        | 1.ª           | 2019-20       | 16    | 0     | —       | —       | 4                | 1                | —                       | —                       | 20    | 1     |
| O. G. C. Niza Francia        | 1.ª           | 2020-21       | 4     | 0     | —       | —       | 0                | 0                | 1                       | 0                       | 5     | 0     |
| S. E. Palmeiras · Brasil     | 1.ª           | 2021          | 15    | 0     | 8       | 0       | 0                | 0                | 7                       | 1                       | 30    | 1     |
| S. E. Palmeiras · Brasil     | Total club    | Total club    | 15    | 0     | 8       | 0       | 0                | 0                | 7                       | 1                       | 30    | 1     |
| O. G. C. Niza Francia        | 1.ª           | 2021-22       | 1     | 0     | —       | —       | 0                | 0                | —                       | —                       | 1     | 0     |
| O. G. C. Niza Francia        | Total club    | Total club    | 43    | 0     | 0       | 0       | 6                | 1                | 1                       | 0                       | 50    | 1     |
| Botafogo · Brasil            | 1.ª           | 2022          | 6     | 0     | —       | —       | —                | —                | —                       | —                       | 6     | 0     |
| Botafogo · Brasil            | 1.ª           | 2023          | 23    | 3     | 8       | 0       | 3                | 1                | 8                       | 0                       | 42    | 4     |
| Botafogo · Brasil            | 1.ª           | 2024          | 24    | 3     | 8       | 0       | 3                | 0                | 12                      | 0                       | 47    | 3     |
| Botafogo · Brasil            | 1.ª           | 2025          | 3     | 0     | 3       | 0       | 2                | 0                | 6                       | 0                       | 14    | 0     |
| Botafogo · Brasil            | Total club    | Total club    | 56    | 6     | 19      | 0       | 8                | 1                | 26                      | 0                       | 109   | 7     |
| Al-Ula F. C. Arabia Saudita  | 2.ª           | 2025-26       | 0     | 0     | —       | —       | 0                | 0                | —                       | —                       | 0     | 0     |
| Al-Ula F. C. Arabia Saudita  | Total club    | Total club    | 0     | 0     | 0       | 0       | 0                | 0                | 0                       | 0                       | 0     | 0     |
| Total carrera                | Total carrera | Total carrera | 198   | 12    | 30      | 0       | 36               | 3                | 53                      | 1                       | 317   | 16    |

## Palmarés

### Títulos nacionales
| Título               | Club           | País   | Año  |
| -------------------- | -------------- | ------ | ---- |
| Campeonato Brasileño | Botafogo F. R. | Brasil | 2024 |

### Títulos internacionales
| Título                         | Club (*)                   | Sede         | Año  |
| ------------------------------ | -------------------------- | ------------ | ---- |
| Campeonato Sudamericano Sub-15 | Selección de Brasil sub-15 | Uruguay      | 2011 |
| Copa Libertadores              | S. E. Palmeiras            | Montevideo   | 2021 |
| Copa Libertadores              | Botafogo                   | Buenos Aires | 2024 |

(*) Incluyendo la selección.

### Distinciones individuales
| Distinción                                                                               | Año  |
| ---------------------------------------------------------------------------------------- | ---- |
| Balón de Plata en la Copa Mundial Sub-20                                                 | 2015 |
| Parte de los 50 mejores futbolistas sub-20 del mundo según medio La Gazzetta dello Sport | 2016 |